# Кировец (стадион, Тихвин)
«Ки́ровец» — стадион, расположенный в Тихвине. Домашняя арена футбольного клуба «Кировец» (Тихвин). В сезонах 2013/14 — 2014/15 — домашняя арена футбольного клуба «Тосно».
Открыт 9 июля 2011 года в день 238-летия города Тихвина.

## Описание
Стадион является частью строящегося спортивного комплекса на севере Тихвина. Из-за проблем в финансировании его строительство велось более 20 лет и завершилось благодаря поддержке областных и федеральных властей.
Стадион оборудован современным искусственным полем, открытым 24 сентября 2008 года благодаря реализации программ Росспорта и фонду Романа Абрамовича «Национальная академия футбола». Стоимость поля около 9 миллионов рублей.
Восточная трибуна стадиона на 5000 зрителей оборудована козырьком, защищающим от осадков около 2500 мест. Западная трибуна вмещает 1000 человек.

## Характеристики стадиона
- Вместимость: 6000 человек (западная трибуна — 5000, восточная — 1000)
- Размеры игрового поля: 105 x 67
- Размер искусственного покрытия: 110 x 70
- Освещение: 800 люкс[2]